# Grönbrunt klippfly
Grönbrunt klippfly (Polymixis polymita) är en fjärilsart som beskrevs av Carl von Linné 1761. Grönbrunt klippfly ingår i släktet Polymixis och familjen nattflyn. Enligt den finländska rödlistan är arten nära hotad i Finland. Arten är reproducerande i Sverige. Artens livsmiljö är stränder vid Östersjön. Inga underarter finns listade i Catalogue of Life.

## Bildgalleri

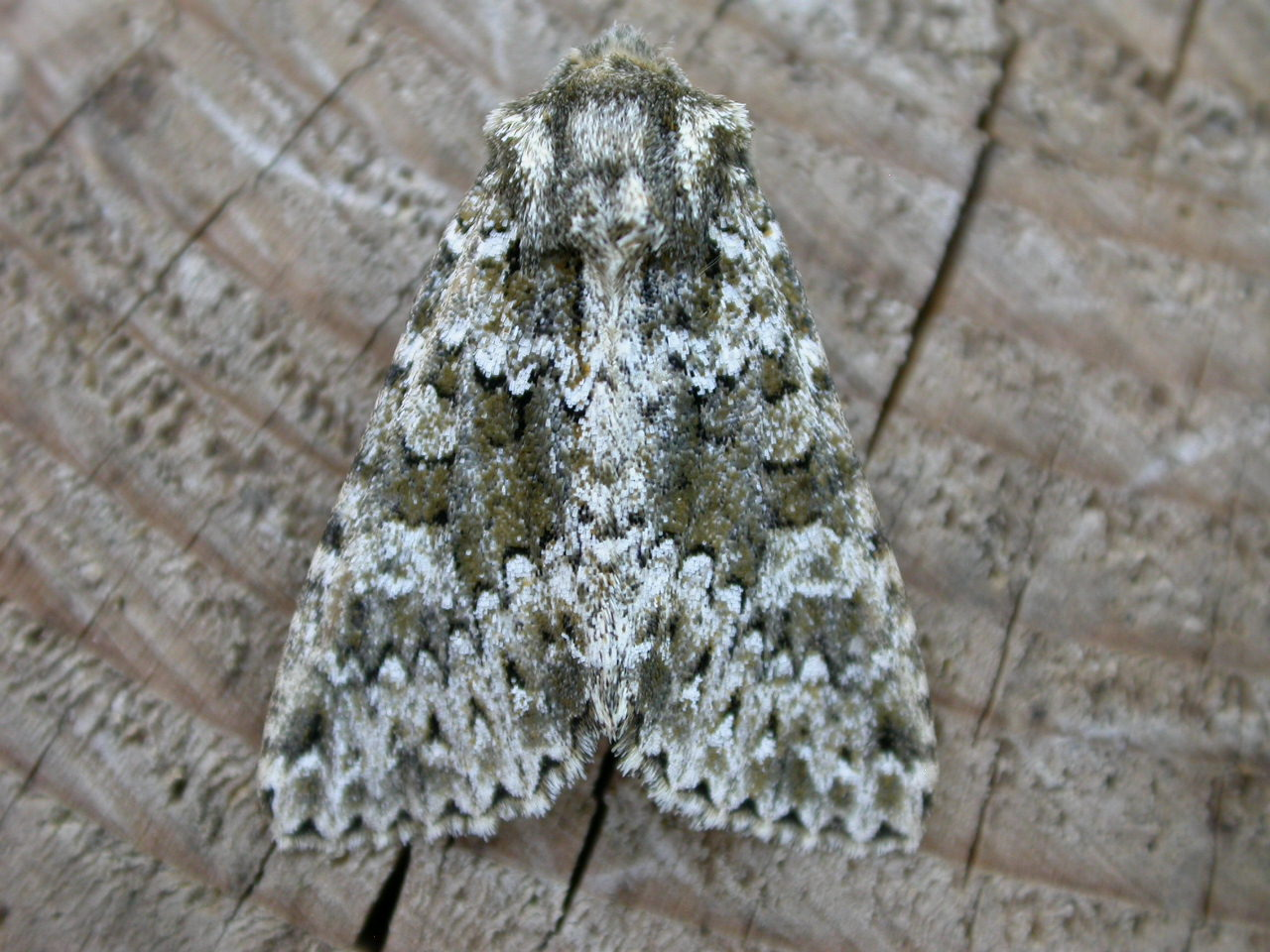
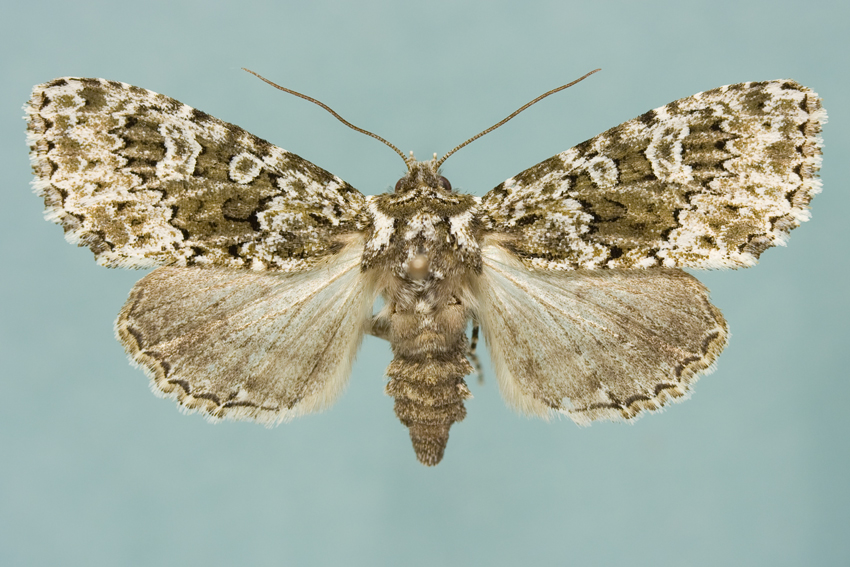